# Megalonema amaxanthum
Megalonema amaxanthum es una especie de pez de la familia Pimelodidae en el orden de los Siluriformes.

## Morfología
Los machos pueden llegar alcanzar los 10,6 cm de longitud total.
- Número de  vértebras: 42-45.[2]

## Hábitat
Es un pez de agua dulce. y de clima tropical.

## Distribución geográfica
Se encuentran en Sudamérica:  cuenca del río Amazonas (Brasil, Guayana, Perú, Bolivia y, posiblemente también, en Colombia y  Ecuador ).